# 바리스 이스쿠카리스
바리스 이스쿠카리스(소말리어: bariis isku-karis) 또는 이스쿠데흐 카리스(소말리어: isku-dhex karis)는 소말리아와 소말릴란드의 쌀밥 요리이다. 이웃한 지부티에서도 즐겨 먹는 음식이며, 스쿠데카리스(프랑스어: skoudehkaris)라 불린다. 소말리아와 소말릴란드, 지부티의 국민 음식 가운데 하나이기도 하다.

## 이름
소말리아어 "바리스(bariis)"는 "쌀"이나 "쌀밥"을 뜻한다. "이스쿠(isku)"는 "섞다", "카리스(karis)"는 "익히다", "데흐(dhex)"는 "함께"를 뜻하며, 따라서 "이스쿠카리스(isku-karis)"는 "섞어 익힌"을, "이스쿠데흐 카리스(isku-dhex karis)"는 "함께 섞어 익힌"을 뜻한다. 긴 이름은 "함께 섞어 익힌 쌀밥"이라는 뜻의 바리스 이스쿠데흐 카리스(소말리어: bariis isku-dhex karis)이며, 줄여서 바리스(소말리어: bariis)라고 부르기도 한다.

## 만들기
쌀은 보통 바스마티쌀을 사용하며, 고기는 양고기나 염소고기, 쇠고기, 낙타고기, 닭고기 등을 사용할 수 있다. 기름에 양파 등 향신채와 계피 등 향신료를 볶다가, 고기를 넣어 함께 볶고 배합 향신료인 하와시와 토마토 퓌레를 넣어 끓인다. 물을 부어 익히다가 고기가 부드럽게 익으면 씻어 불린 바스마티쌀을 넣고 밥을 지어 낸다.

## 같이 보기
- 필라프